# Арцруни, Ваан Арташесович
Ваан Арташесович Арцруни (арм. Վահան Արտաշեսի Արծրունի; род. 5 декабря 1965, Ереван) — армянский рок-музыкант, певец, поэт и композитор. Создатель прог-фолк рок-группы «Artsruni».

## Биография
Музыкальную карьеру начал в 1984 году, приняв участие в концертах Артура Месчяна, проходящих в залах Дома архитектора и Дома журналиста г. Еревана. Окончил Медицинский Университет, затем поступил в Ереванскую консерваторию, где изучил специальность вокала у выдающейся армянской певицы Гоар Гаспарян. После возвращения из армии выступал в качестве соло в мужском хоре «Нарек» с 1989 по 1994, в хоре «Айсмавурк» в 1993—1994 годах и в Государственной Академической капелле в 1995 году. В 1994-96 гг. Арцруни, совместно с молодёжным клубом армяно-швейцарской дружбы «Арагаст» организовал серию рок-фестивалей «Гаудеамус». Он дал концерты с Армянским национальным симфоническим оркестром, представляющие инструментальный цикл альбомов «Ethnophonica» и «Komitas. Ten relevations». В 2000 году Ваан Арцруни, собрав опытных музыкантов, создал прогрессивную фолк-рок группу Artsruni.

## Artsruni
Прог-фолк-рок-группа состоит из шести одаренных музыкантов. Звучние может быть описано как лёгкий джаз-фьюжн с армянским акцентом. В музыке также отражается влияние Jethro Tull, но они опираются на свой собственный культурный фон, чтобы дать музыке подлинный местный колорит. Их единственный студийный альбом на сегодняшний день, «Cruzaid», вышедший в 2002 году на французском лейбле "Musea" показывает некоторое энергетическое взаимодействие между флейтой и гитарами, которые попеременно играют вместе, как бы подменяя друг друга. Также в каждом треке всем инструментам выдаётся возможность сиять в индивидуальном порядке. Помимо альбома «Cruzaid», группа выпустила три концертных альбома.

### Состав группы
- Ваан Арцруни — гитара, вокал
- Ваагн Амирханян — электрогитара
- Арман Манукян — флейта
- Артур Молитвин — бас
- Левон Ахвердян — ударные
- Лилианна Ахвердян — перкуссия

## Дискография

### Сольные альбомы
- 1991 — Prologue (при участии Лилит Пипоян и Рубена Ахвердяна)
- 1996 — Paterazmi vogin (Дух войны)
- 1997 — Idea Fix
- 1998 — Sa mer hayreniqne (Это наша родина)
- 2001 — Hayastan (Армения)
- 2002 — Ethnophonica
- 2002 — Komitas. Ten relevations
- 2006 — Assyrian Way
- 2009 — Sacred Rituals
- 2010 — East-West
- 2011 — Mashtots. Srbazan margaritner
- 2014 — Live-2014

### Сборники
- 2005 — The Best Of 1996—2002

### С группой Artsruni
- 2001 — The Lost and Found (Live)
- 2002 — Live Cuts (Live) [2]
- 2002 — Cruzaid (студийный альбом)
- 2002 — That’s all LIVE (Live)